# Campylomyza hirta
Campylomyza hirta är en tvåvingeart som beskrevs av Marshall 1896. Campylomyza hirta ingår i släktet Campylomyza och familjen gallmyggor. Inga underarter finns listade i Catalogue of Life.